# M/S Stena Saga
M/S Stena Saga är en färja ägd av Stena Line som trafikerade sträckan Oslo-Frederikshavn. Fartyget byggdes 1981 och levererades som M/S Silvia Regina till Silja Line för att trafikera sträckan Stockholm-Helsingfors. År 1986 såldes fartyget till Johnsson Line Ab och 1988 till Stena Line och döptes om till M/S Stena Britannica för att sättas in på sträckan Hoek van Holland-Harwich. Hon behöll den svenska flaggan.
År 1994 döptes hon om till M/S Stena Saga och flyttades till linjen Oslo-Fredrikshamn, som hon trafikerade tills linjen lades ned 2020. Då flyttades hon till Uddevalla. I juni 2021 flyttades fartyget till kaj i Gibraltar vid Medelhavet. Därefter byggdes hon om till hotellfartyg och chartrades ut till Bridgeman Services.
Tidigare fartyg med namnet M/S Stena Saga

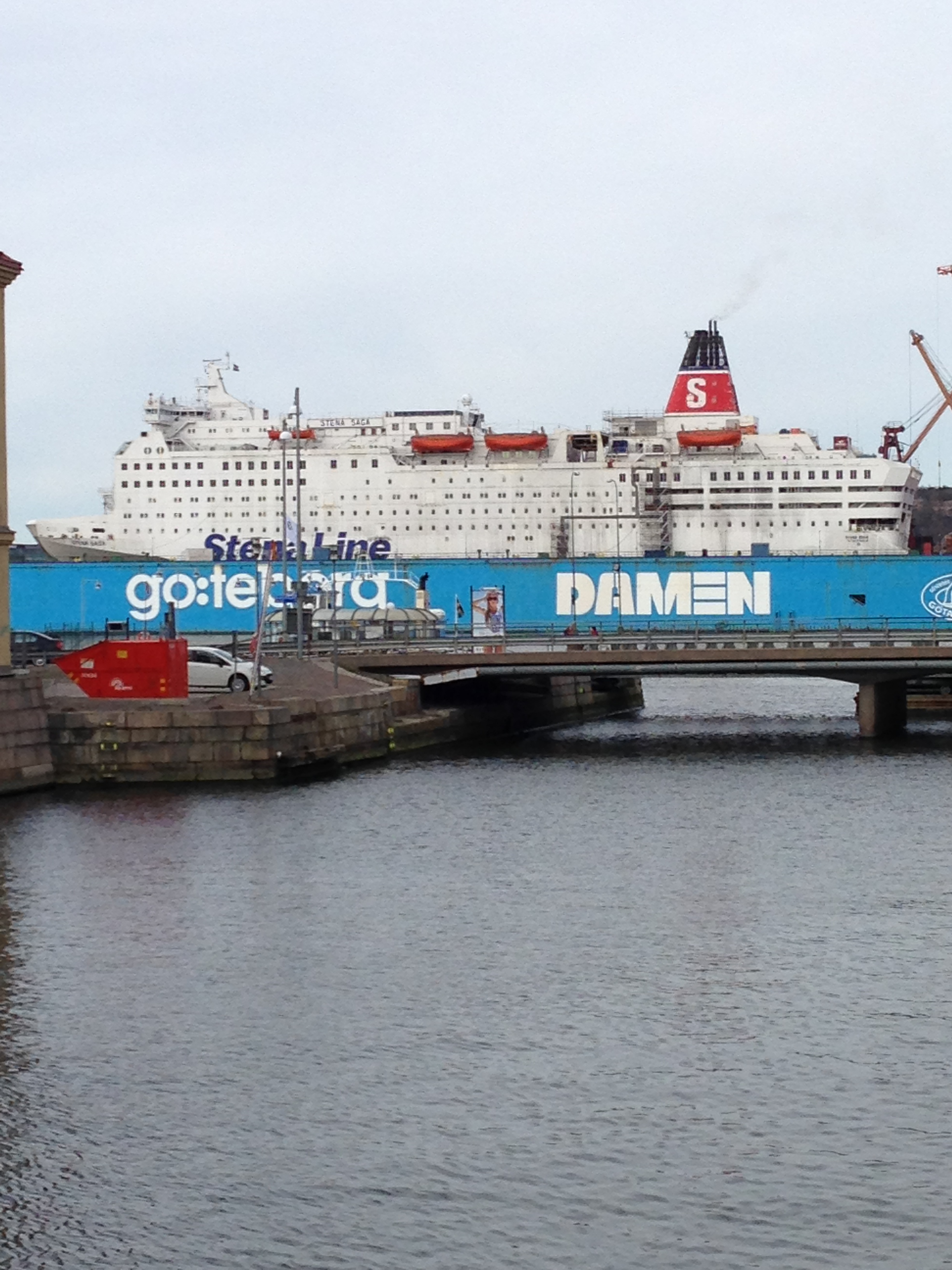
M/S Stena Saga under ombyggnation hos Damen Cityvarvet i Göteborg, april 2014

| Tid       | Sjösatt som                 | År   | Efterföljande namn | Typ    |
| --------- | --------------------------- | ---- | ------------------ | ------ |
| 1979-1988 | M/S Patricia                | 1966 | M/S Lion Queen     | Ro-pax |
| 1988-1994 | M/S Kronprinsessan Victoria | 1980 | M/S Stena Europe   | Ro-pax |